# Liste der Ortschaften im Bezirk Wels-Land
Die Liste der Ortschaften im Bezirk Wels-Land enthält die Gemeinden und ihre zugehörigen Ortschaften im oberösterreichischen Bezirk Wels-Land.
- Aichkirchen
  - Brunngasse
  - Eisgering
  - Getzing
  - Ingerendt
  - Nopping
  - Pisdorf
  - Pitting
  - Puch
  - Rabenberg
  - Roitfeld
  - Stötten
  - Voglhub

- Bachmanning
  - Bachmannsberg
  - Hundhagen
  - Klind
  - Krottendorf
  - Oberseling
  - Unterseling
  - Weingarten

- Bad Wimsbach-Neydharting
  - Aigen
  - Au
  - Bachloh
  - Bergham
  - Dorfham
  - Ellnkam
  - Giering
  - Haag
  - Haidermoos
  - Kößlwang
  - Neydharting
  - Traun
  - Wimsbach

- Buchkirchen
  - Elend
  - Ennsberg
  - Epping
  - Haberfelden
  - Hartberg
  - Hochscharten
  - Holzwiesen
  - Hörling
  - Hundsham
  - Hupfau
  - Kandlberg
  - Lachgraben
  - Luckermair
  - Mistelbach bei Wels
  - Niedergrafing
  - Niederhocherenz
  - Niederlaab
  - Obergrafing
  - Oberhocherenz
  - Oberperwend
  - Oberprisching
  - Öhnerhäuser
  - Ottenham
  - Ötzing
  - Radlach
  - Schickenhäuser
  - Schnadt
  - Sommerfeld
  - Spengenedt
  - Unterholz
  - Wolfsgrub
  - Wörist

- Eberstalzell
  - Hallwang
  - Ittensam
  - Littring
  - Mayersdorf
  - Spieldorf
  - Wipfing

- Edt bei Lambach
  - Aichham
  - Aigen
  - Bergern
  - Brandstatt
  - Breitenberg
  - Edt
  - Fluchtwang
  - Graben
  - Hagenberg
  - Hölzlberg
  - Holzmanning
  - Klaus
  - Kreisbichl
  - Kropfing
  - Laimberg
  - Mairlambach
  - Mernbach
  - Mitterberg
  - Niederschwaig
  - Niederzeiling
  - Oberroithen
  - Oberzeiling
  - Roith
  - Saag
  - Schlatt
  - Schmidhub
  - Sperr
  - Unterroithen
  - Winkling

- Fischlham
  - Eggenberg
  - Forstberg
  - Hafeld
  - Heitzing
  - Laherberg
  - Ornharting
  - Seebach
  - Zauset

- Gunskirchen
  - Aichberg
  - Aigen
  - Au bei der Traun
  - Au bei Hischmannsberg
  - Au bei Sirfling
  - Auholz
  - Baumgarting
  - Bichlwimm
  - Buchleiten
  - Dorf
  - Fallsbach
  - Fernreith
  - Gänsanger
  - Grünbach
  - Hof
  - Holzgassen
  - Holzing
  - Irnharting
  - Kalchau
  - Kappling
  - Kottingreith
  - Kranzl am Eck
  - Lehen
  - Liedering
  - Lucken
  - Luckenberg
  - Moostal
  - Niederschacher
  - Oberndorf
  - Oberriethal
  - Oberschacher
  - Pfarrhofwies
  - Pöschlberg
  - Pötzlberg
  - Riethal
  - Roith
  - Salling
  - Schlambart
  - Sirfling
  - Spraid
  - Straßern
  - Ströblberg
  - Thal
  - Vitzing
  - Vornholz
  - Waldenberg
  - Waldling
  - Wallnstorf
  - Wilhaming
  - Wimberg

- Holzhausen
  - Grillparz
  - Jebenstein
  - Kranzing
  - Lehen
  - Niederprisching

- Krenglbach
  - Achleiten
  - Alkrucken
  - Au
  - Elmischhub
  - Forst
  - Geigen
  - Gfereth
  - Gölding
  - Haiding
  - Holzhäuser
  - Hungerberg
  - Kalteneck
  - Katzbach
  - Nadernberg
  - Oberham
  - Öhlgraben
  - Radgattern
  - Schmiding
  - Unrading
  - Wieshof
  - Wundersberg

- Lambach
  - Fischerau
  - Schußstatt
  - Ziegelstadl

- Marchtrenk
  - Au an der Traun
  - Kappern
  - Leithen
  - Mitterperwend
  - Niederperwend
  - Niederprisching
  - Oberneufahrn
  - Schafwiesen
  - Unterhaid
  - Unterhart
  - Unterneufahrn

- Neukirchen bei Lambach
  - Aming
  - Dorf
  - Gewerbepark Neukirchen bei Lambach
  - Hof
  - Hofern
  - Iming
  - Löpperding
  - Niederharrern
  - Oberschwaig
  - Schörgendorf
  - Spöck
  - Stroham
  - Weinberg
  - Willing

- Offenhausen
  - Aigen
  - Amesberg
  - Balding
  - Eglsee
  - Großkrottendorf
  - Grub
  - Haindorf
  - Hölking
  - Humplberg
  - Kapsam
  - Kleinkrottendorf
  - Kohlböckhof
  - Kronberg
  - Kurzenkirchen
  - Linet
  - Maierhof
  - Moos
  - Obereggen
  - Osterberg
  - Paschlberg
  - Pfaffendorf
  - Sittenthal
  - Stockerberg
  - Stritzing
  - Untereggen
  - Voglsang
  - Vornholz
  - Weinberg
  - Wies
  - Wieshäusl
  - Würting

- Pennewang
  - Arbing
  - Bachstätten
  - Braunberg
  - Breitenau
  - Dirnberg
  - Felling
  - Graben
  - Horning
  - Kohlgrub
  - Krexham
  - Mitterfils
  - Nölling
  - Oberfils
  - Parzham
  - Pimming
  - Pühret
  - Rosenberg
  - Schmitzberg
  - Schneiting
  - Staffel
  - Stürzling
  - Unterfils
  - Unterwald
  - Weinzierl
  - Weißbach
  - Wiesham

- Pichl bei Wels
  - Ach
  - Aichet
  - Aichmühl
  - Am Irrach
  - Angsterlehen
  - Au
  - Auhub
  - Brandstatt
  - Breitwies
  - Etzelsdorf
  - Fadleiten
  - Falzberg
  - Franzing
  - Freiung
  - Geisensheim
  - Haag
  - Hochwimm
  - Holzhäuser
  - Inn
  - Jägersberg
  - Kaiserleiten
  - Kerschberg
  - Krottendorf
  - Lechlödt
  - Malling
  - Mitterleiten
  - Moosleiten
  - Müllerberg
  - Nisting
  - Oberirrach
  - Oberndorf
  - Oberthambach
  - Ödt
  - Pfaffendorf
  - Pröstlsberg
  - Puchet
  - Pühret
  - Schalbach
  - Schmiedsberg
  - Schnappling
  - Schnittering
  - Schustersberg
  - Silbersberg
  - Stadl
  - Steinpichl
  - Sulzbach
  - Trappelsberg
  - Unterirrach
  - Unterthambach
  - Uttendorf
  - Waldgattern
  - Weilbach
  - Weinberg
  - Winkelfeld

- Sattledt
  - Dirnberg
  - Giering
  - Heiligenkreuz
  - Maidorf
  - Oberautal
  - Oberhart
  - Pochendorf
  - Rappersdorf
  - Unterhart

- Schleißheim
  - Blindenmarkt
  - Dietach

- Sipbachzell
  - Giering
  - Leombach
  - Loibingdorf
  - Permannsberg
  - Rappersdorf
  - Schachermairdorf
  - Schnarrndorf

- Stadl-Paura
  - Stadl-Hausruck
  - Stadl-Traun
  - Stadl-Ufer

- Steinerkirchen an der Traun
  - Almegg
  - Atzing
  - Atzmannsdorf
  - Eden
  - Frohnhofen
  - Gundersdorf
  - Hammersedt
  - Hummelberg
  - Kriegsham
  - Linden
  - Niederheischbach
  - Oberaustall
  - Oberheischbach
  - Pesenlittring
  - Reuharting
  - Ritzendorf
  - Schnelling
  - Sölling
  - Stockham
  - Taxlberg
  - Wollsberg

- Steinhaus
  - Oberhart
  - Oberschauersberg
  - Taxlberg
  - Traunleiten
  - Unterhart

- Thalheim bei Wels
  - Bergerndorf
  - Edtholz
  - Ottstorf
  - Schauersberg
  - Unterschauersberg

- Weißkirchen an der Traun
  - Bergern
  - Graßing
  - Hetzendorf
  - Schimpelsberg
  - Sinnersdorf
  - Weißkirchen
  - Weyerbach